# Slag bij Gembloers (1578)
De Slag bij Gembloers vond plaats op 31 januari 1578 tussen het Spaanse Leger van Vlaanderen, geleid door generaal Juan van Oostenrijk (Don Juan), en het leger van de Staten-Generaal, nabij Gembloers in het noorden van het toenmalige graafschap Namen.

## Aanloop
Het Staatse leger onder aanvoering van veldmaarschalk Anton van Goignies was haastig samengesteld door 16 van de 17 Nederlandse provinciën (alleen Luxemburg was onder zijn stadhouder Ernst van Mansfeld altijd trouw gebleven aan koning Filips II van Spanje). Deze gewesten hadden zich in het kader van de Pacificatie van Gent met elkaar verzoend, en later de Unie van Brussel gesloten, die aanvankelijk door Don Juan was aanvaard krachtens het Eeuwig Edict.
Nadat Don Juan de Citadel van Namen had ingenomen op 24 juli 1577, richtte hij zijn blik verder noordwaarts; in januari 1578 deed hij een aanval op de door de Pacificatie verenigde gewesten. Don Juan voerde hierbij de leus In hoc signo vici Turcos, in hoc vincam haereticos (In dit teken overwon ik de Turken, in dit teken zal ik de ketters overwinnen); dit verwees naar zijn zege bij Lepanto.

## De slag
Op 31 januari stieten verkenners van Don Juan op de colonne van het Leger van de Staten-Generaal. Toen Alejandro Farnesio merkte dat de vijandelijke troepen al aarzelden in de eerste schermutselingen, viel hij vol aan met zijn Spaanse cavaleristen. Anderhalf uur later was het staatse leger verslagen. Er wordt gewoonlijk verondersteld dat er rond de achtduizend staatse soldaten sneuvelden. Het aantal doden aan de Spaanse zijde zou daarentegen minimaal geweest zijn.

## Gevolgen
Voor Don Juan was het de laatste grote zege (hij overleed 1 oktober 1578), maar zijn rechterhand Alexander Farnese, prins (later hertog) van Parma, deed ermee zijn intrede op het Nederlandse strijdtoneel. Hij bedreef eerder, in tegenstelling tot Juan, de diplomatie dan de repressie, en wist de Waalse gewesten Henegouwen, Artesië, Kamerijk en Rijsels-Vlaanderen te bewegen zich weer met de Spaanse koning en zijn stadhouder te verzoenen in het kader van de Unie van Atrecht. Onder de edelen die zich verzoenden waren Maarten Schenk van Nydeggen en Emanuel Filibert van Lalaing, die hadden meegevochten bij Gembloers. Filips van Lalaing, stiefbroer van Emanuel Filibert, werd verantwoordelijk gehouden voor de nederlaag van het Staatse leger, hoewel hij niet bij de slag aanwezig was; hij liep een jaar later ook over naar de Spanjaarden. De Staatse nederlaag versnelde het uiteenvallen van de eenheid der opstandige gewesten.